# 엘살바도르 렝카어

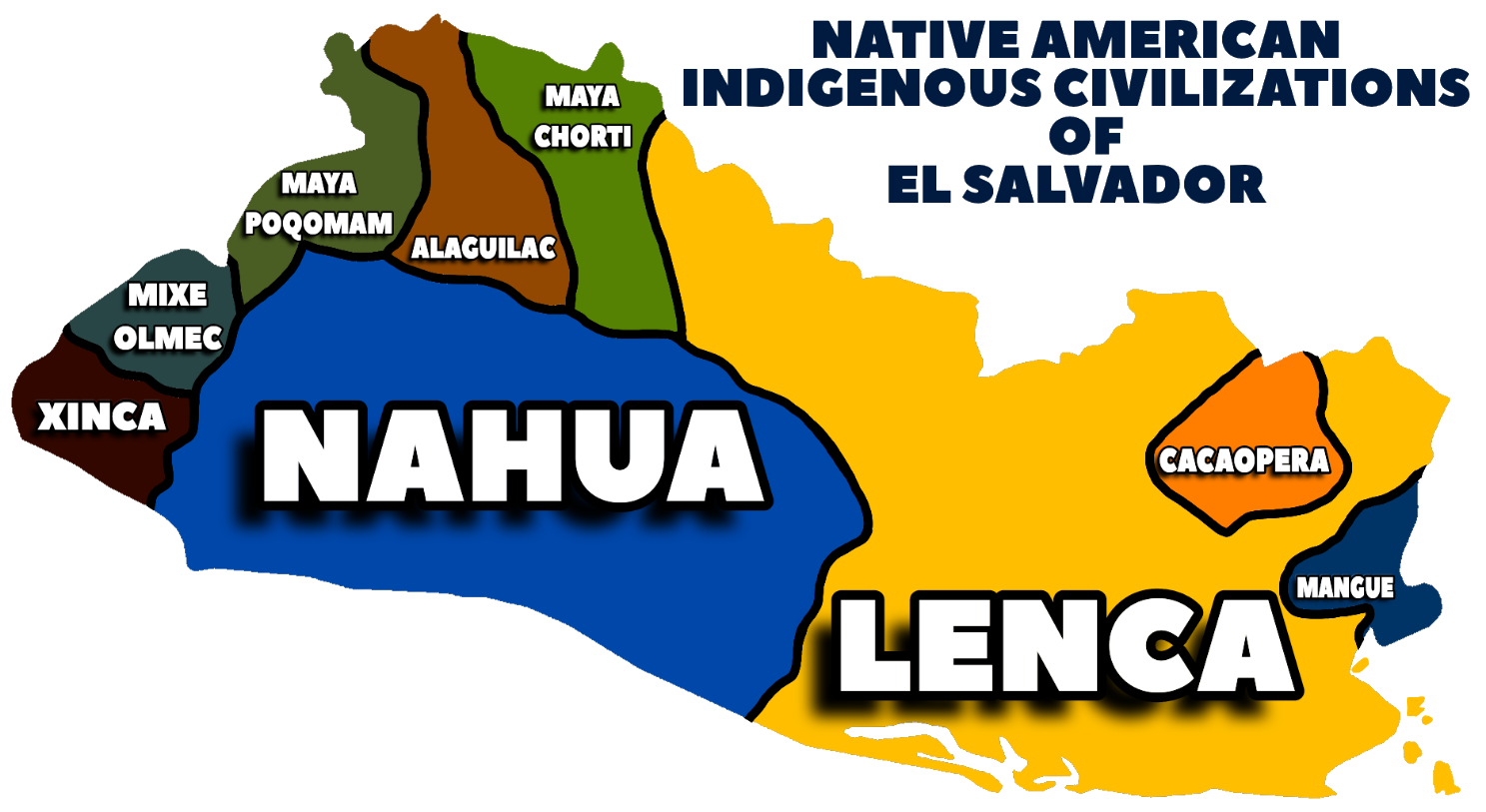
엘살바도르의 원주민 문명과 그 영토
렝카족 왕국
카카오페라족 왕국
싱카족 왕국
마야 포코맘족 왕국
마야 초르티족 왕국
알라귈락족 왕국
미헤족 왕국
망게족 왕국
피필족 왕국

엘살바도르 렝카어(영어: Salvadoran Lenca)는 엘살바도르 칠랑가(Chilanga)와 포토(Potó)에서 쓰였던 언어이다.
엘살바도르 렝카어는 온두라스 렝카어와 함께 렝카어족이라는 작은 어족을 이룬다. 오늘날 두 언어는 모두 사어가 되었다. 렝카어족 언어들의 계통을 다른 언어들과 연결짓고자 하는 제안이 여럿 있었으나 지금까지 큰 성과는 없었다.

## 음운론

### 자음
|        |        | 순음 | 치경음 | 경구개음 | 연구개음 | 성문음 |
| ------ | ------ | ---- | ------ | -------- | -------- | ------ |
| 파열음 | 무성음 | p    | t      |          | k        |        |
| 파열음 | 방출음 | pʼ   | tʼ     |          | kʼ       |        |
| 파찰음 | 파찰음 |      | t͡sʼ    | t͡ʃʼ      |          |        |
| 마찰음 | 마찰음 |      | s      | ʃ        |          | h      |
| 비음   | 비음   | m    | n      |          |          |        |
| 설측음 | 설측음 |      | l      |          |          |        |
| R음    | R음    |      | r      |          |          |        |
| 접근음 | 접근음 | w    |        | j        |          |        |

### 모음
|        | 전설 | 후설 |
| ------ | ---- | ---- |
| 고모음 | i    | u    |
| 중모음 | e    | o    |
| 저모음 | a    | a    |

## 포토 렝카어
2012년 기준으로 과타히아과에 거주하는 마리오 살바도르 에르난데스(Mario Salvador Hernández)가 포토 렝카어(스페인어: Lenca Potón)의 유일한 화자이다. 포토에서 쓰이는 렝카어는 칠랑가에서 쓰이다가 지금은 사라진 렝카어와 조금 다르다. 2004년 중앙아메리카 대학교의 연구는 포토 렝카어의 380개 단어를 기록했고, 16개의 자음 음소와 5개의 모음 음소, “g”와 “k” 사이의 교체 현상, 단수형을 중첩해서 복수형을 만드는 규칙 등을 확인했다.

## 참고 문헌
- Roque, Consuelo; Manuel Antonio Ramírez Suárez (2004). 《Cultura lenca de Guatajiagua》. Universidad de El Salvador. ISBN 978-99923-27-20-3. 2012년 9월 30일에 확인함.
- Del Río Urrutía, Ximena. 1999. El lenca de Chilanga. Revista de Filología y Lingüística de la Universidad de Costa Rica 25. 193-209.
- Campbell, Lyle. 1976.  "The Last Lenca". International Journal of American Linguistics 42(1): 73–78.